# Garfield (Washington)
Garfield je gradić u američkoj saveznoj državi Washington. Prema popisu stanovništva iz 2010. u njemu je živjelo 597 stanovnika.